# بارتون س. شو
بارتون س. شو (بالإنجليزية: Barton C. Shaw)‏ هو مؤرخ أمريكي، ولد في 1947.